# Cerro Álamo
Cerro Álamo är en ort i Mexiko.   Den ligger i kommunen San José Tenango och delstaten Oaxaca, i den sydöstra delen av landet, 300 km sydost om huvudstaden Mexico City. Cerro Álamo ligger 1 298 meter över havet och antalet invånare är 281.
Terrängen runt Cerro Álamo är varierad. Cerro Álamo ligger uppe på en höjd. Runt Cerro Álamo är det ganska tätbefolkat, med 185 invånare per kvadratkilometer. Närmaste större samhälle är Isla Soyaltepec, 16,4 km nordost om Cerro Álamo. I omgivningarna runt Cerro Álamo växer i huvudsak städsegrön lövskog.